# Șieu-Măgheruș
Șieu-Măgheruș là một xã thuộc hạt Bistrița-Năsăud, România. Dân số thời điểm năm 2002 là 3885 người.